# Orthochtha dimorpha
Orthochtha dimorpha är en insektsart som beskrevs av Miller, N.C.E. 1929. Orthochtha dimorpha ingår i släktet Orthochtha och familjen gräshoppor. Inga underarter finns listade i Catalogue of Life.